# Mussolet de selva nebulosa
El mussolet de selva nebulosa (Glaucidium nubicola) és una espècie d'ocell de la família dels estrígids (Strigidae). Habita boscos de muntanya de l'oest de Colòmbia i zona limítrofa de l'Equador. El seu estat de conservació es considera vulnerable.